# Fernando Roese
Pour les articles homonymes, voir Roese.
Fernando Roese, né le 24 août 1965 à Novo Hamburgo, est ancien joueur de tennis brésilien professionnel.
Il a joué avec l'équipe du Brésil de Coupe Davis et joué le match en double de la demi-finale de l'édition 1992.

## Palmarès

### Finale en simple messieurs
| No | Date       | Nom et lieu du tournoi     | Catégorie    | Dotation  | Surface    | Vainqueur    | Score    |  |
| -- | ---------- | -------------------------- | ------------ | --------- | ---------- | ------------ | -------- |  |
| 1  | 04-02-1991 | Chevrolet Classic, Guarujá | World Series | 125 000 $ | Dur (ext.) | Patrick Baur | 6-2, 6-3 |  |

### Titre en double messieurs
| No | Date       | Nom et lieu du tournoi                  | Catégorie | Dotation  | Surface    | Partenaire    | Finalistes                    | Score    |          |
| -- | ---------- | --------------------------------------- | --------- | --------- | ---------- | ------------- | ----------------------------- | -------- | -------- |
| 1  | 05-11-1990 | Tournoi de tennis d'Itaparica Itaparica |           | 225 000 $ | Dur (ext.) | Mauro Menezes | Tomás Carbonell Marcos Górriz | 7-6, 7-5 | Parcours |

### Finales en double messieurs
| No | Date       | Nom et lieu du tournoi      | Catégorie    | Dotation  | Surface         | Vainqueurs                       | Partenaire    | Score    |  |
| -- | ---------- | --------------------------- | ------------ | --------- | --------------- | -------------------------------- | ------------- | -------- |  |
| 1  | 16-07-1984 | Swedish Open Båstad         |              | 75 000 $  | Terre (ext.)    | Jan Gunnarsson Michael Mortensen | Juan Avendaño | 6-0, 6-0 |  |
| 2  | 02-04-1990 | Banespa Open Rio de Janeiro | World Series | 225 000 $ | Moquette (ext.) | Brian Garrow Sven Salumaa        | Nelson Aerts  | 7-5, 6-3 |  |